# Hilo (Hawái)

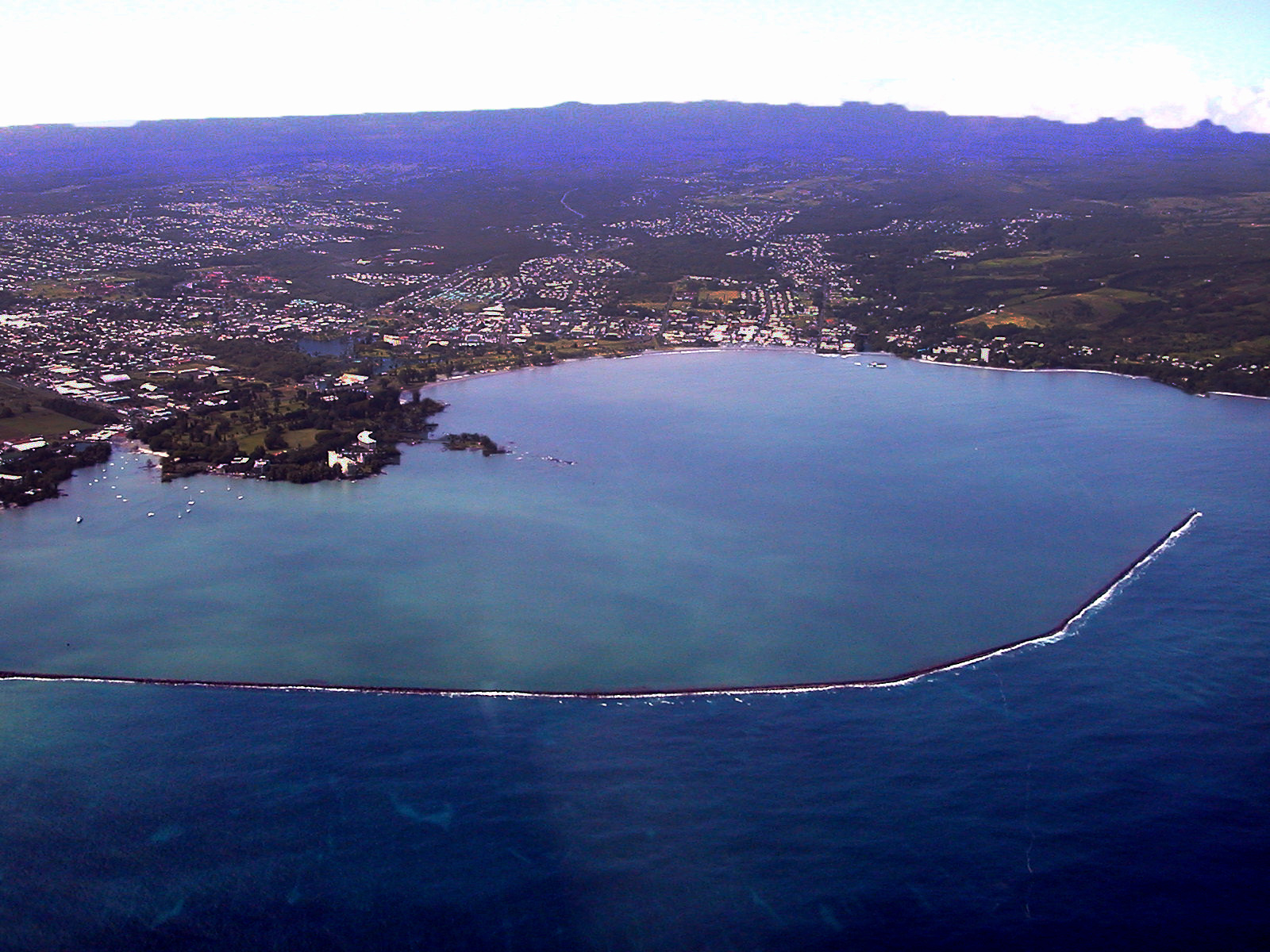
Bahía de Hilo.

Hilo (pronunciado ji-lo) es una ciudad costera del estado estadounidense de Hawái. Es el mayor núcleo de población de la Isla Grande de Hawái. Según el censo del 2000 el CDP census-designated place (área designada por el censo) tenía una población de 40 759 habitantes. 
Hilo es la sede del condado de Hawái, y está ubicada en el South Hilo District. La ciudad tiene vistas a la Bahía de Hilo, y está cerca de tres volcanes: Mauna Loa y Kilauea, que se encuentran activos, y Mauna Kea, en cuya cumbre nevada se encuentran varios observatorios.
La ciudad es la sede de la Universidad de Hawái en Hilo, y la cuna del Festival del 'Merry Monarch', una celebración de siete días del hula antiguo y moderno, que tiene lugar en la semana después de la Pascua.

## Geografía

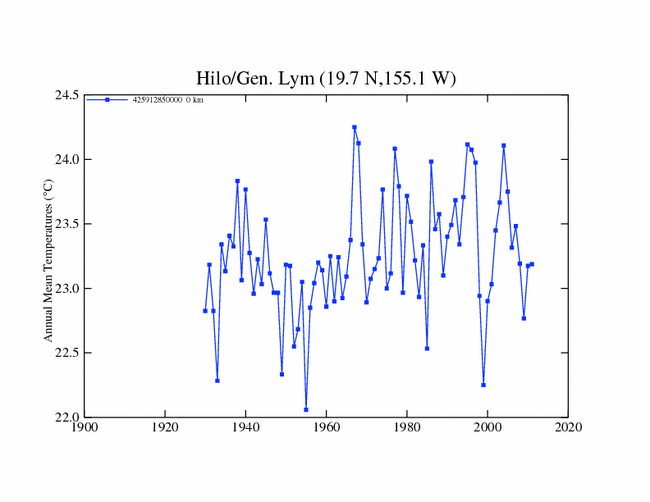
Termografía del aire a 1,5 m de 1929 a 2011

Hilo se encuentra a 19°42'20" de latitud norte, y 155°5'9" de longitud oeste (19.705520, -155.085918), siendo la ciudad más meridional de Estados Unidos.
Según la Oficina Censal de los Estados Unidos, CDP, Hilo tiene un área total de 151,4 km²;. 140,6 km² corresponden a tierra y 10,7 km² son agua. El 7,10% del área total es agua.
La ubicación de la ciudad en el lado este de la isla de Hawái (al barlovento de los vientos alisios) la convierte en una de las ciudades más lluviosas del mundo. Tiene un promedio anual de 3.281 milímetros de precipitaciones. 
Su ubicación a orillas de la Hilo Bay, con forma de embudo, la hace más vulnerable que muchas otras ciudades a los tsunamis.

### Clima
| Parámetros climáticos promedio de Hilo, Hawáii 1981–2010, absolutas 1949–presente | Parámetros climáticos promedio de Hilo, Hawáii 1981–2010, absolutas 1949–presente | Parámetros climáticos promedio de Hilo, Hawáii 1981–2010, absolutas 1949–presente | Parámetros climáticos promedio de Hilo, Hawáii 1981–2010, absolutas 1949–presente | Parámetros climáticos promedio de Hilo, Hawáii 1981–2010, absolutas 1949–presente | Parámetros climáticos promedio de Hilo, Hawáii 1981–2010, absolutas 1949–presente | Parámetros climáticos promedio de Hilo, Hawáii 1981–2010, absolutas 1949–presente | Parámetros climáticos promedio de Hilo, Hawáii 1981–2010, absolutas 1949–presente | Parámetros climáticos promedio de Hilo, Hawáii 1981–2010, absolutas 1949–presente | Parámetros climáticos promedio de Hilo, Hawáii 1981–2010, absolutas 1949–presente | Parámetros climáticos promedio de Hilo, Hawáii 1981–2010, absolutas 1949–presente | Parámetros climáticos promedio de Hilo, Hawáii 1981–2010, absolutas 1949–presente | Parámetros climáticos promedio de Hilo, Hawáii 1981–2010, absolutas 1949–presente | Parámetros climáticos promedio de Hilo, Hawáii 1981–2010, absolutas 1949–presente |
| Mes                                                                               | Ene.                                                                              | Feb.                                                                              | Mar.                                                                              | Abr.                                                                              | May.                                                                              | Jun.                                                                              | Jul.                                                                              | Ago.                                                                              | Sep.                                                                              | Oct.                                                                              | Nov.                                                                              | Dic.                                                                              | Anual                                                                             |
| --------------------------------------------------------------------------------- | --------------------------------------------------------------------------------- | --------------------------------------------------------------------------------- | --------------------------------------------------------------------------------- | --------------------------------------------------------------------------------- | --------------------------------------------------------------------------------- | --------------------------------------------------------------------------------- | --------------------------------------------------------------------------------- | --------------------------------------------------------------------------------- | --------------------------------------------------------------------------------- | --------------------------------------------------------------------------------- | --------------------------------------------------------------------------------- | --------------------------------------------------------------------------------- | --------------------------------------------------------------------------------- |
| Temp. máx. abs. (°C)                                                              | 33.3                                                                              | 33.3                                                                              | 33.9                                                                              | 31.7                                                                              | 34.4                                                                              | 32.2                                                                              | 32.8                                                                              | 33.9                                                                              | 33.9                                                                              | 32.8                                                                              | 34.4                                                                              | 33.9                                                                              | 34.4                                                                              |
| Temp. máx. media (°C)                                                             | 26.1                                                                              | 26                                                                                | 26.1                                                                              | 26.1                                                                              | 27                                                                                | 27.9                                                                              | 28.2                                                                              | 28.4                                                                              | 28.5                                                                              | 28.1                                                                              | 27.1                                                                              | 26.3                                                                              | 27.2                                                                              |
| Temp. media (°C)                                                                  | 21.9                                                                              | 21.8                                                                              | 22.1                                                                              | 22.3                                                                              | 23.2                                                                              | 24                                                                                | 24.5                                                                              | 24.7                                                                              | 24.6                                                                              | 24.2                                                                              | 23.4                                                                              | 22.4                                                                              | 23.3                                                                              |
| Temp. mín. media (°C)                                                             | 17.7                                                                              | 17.5                                                                              | 18.1                                                                              | 18.6                                                                              | 19.4                                                                              | 20.1                                                                              | 20.7                                                                              | 20.7                                                                              | 20.9                                                                              | 20.6                                                                              | 19.6                                                                              | 18.4                                                                              | 19.3                                                                              |
| Temp. mín. abs. (°C)                                                              | 12.2                                                                              | 11.7                                                                              | 12.2                                                                              | 14.4                                                                              | 15                                                                                | 16.1                                                                              | 16.7                                                                              | 17.2                                                                              | 16.1                                                                              | 16.7                                                                              | 14.4                                                                              | 12.8                                                                              | 11.7                                                                              |
| Lluvias (mm)                                                                      | 235.2                                                                             | 242.8                                                                             | 341.1                                                                             | 293.1                                                                             | 206.2                                                                             | 187.2                                                                             | 274.6                                                                             | 250.2                                                                             | 252.5                                                                             | 248.2                                                                             | 393.7                                                                             | 293.9                                                                             | 3218.7                                                                            |
| Días de lluvias (≥ 0.01 in)                                                       | 16.3                                                                              | 15.8                                                                              | 21.4                                                                              | 24.9                                                                              | 23.5                                                                              | 25.1                                                                              | 26.8                                                                              | 26.8                                                                              | 24.3                                                                              | 23.6                                                                              | 23.0                                                                              | 20.6                                                                              | 272.1                                                                             |
| Horas de sol                                                                      | 161.0                                                                             | 152.0                                                                             | 152.7                                                                             | 135.9                                                                             | 155.0                                                                             | 176.9                                                                             | 167.2                                                                             | 174.9                                                                             | 161.5                                                                             | 136.3                                                                             | 115.0                                                                             | 129.0                                                                             | 1817.4                                                                            |
| Humedad relativa (%)                                                              | 76.6                                                                              | 76.0                                                                              | 78.1                                                                              | 80.2                                                                              | 78.9                                                                              | 77.4                                                                              | 79.5                                                                              | 79.5                                                                              | 79.2                                                                              | 80.0                                                                              | 80.3                                                                              | 78.7                                                                              | 78.7                                                                              |
| Fuente: NOAA (relative humidity and sun 1961−1990)                                |                                                                                   |                                                                                   |                                                                                   |                                                                                   |                                                                                   |                                                                                   |                                                                                   |                                                                                   |                                                                                   |                                                                                   |                                                                                   |                                                                                   |                                                                                   |

## Demografía
Según el censo del 2000, hay 40.759 personas, 14.577 hogares, y 10.101 familias dentro del CDP. La densidad de población es 289,9 hab/km². Hay 16.026 viviendas con una densidad promedio de 114,0 viv/km². La CDP se divide racialmente entre un 17,12% de euroamericanos, un 0.45% de afroamericanos, un 0,34% de nativos americanos, un 38.30% de asiáticos, un 13,12% de isleños del Pacífico, un 0.94% de otras razas, y un 29,74% de 2 o más razas. El 8,78% de la población se autocalifica como hispano o latino de cualquier raza.
De los 14.568 hogares, el 30,6% tiene niños menores de 18 bajo su techo, el 48.5% es parejas casadas viviendo juntas, el 15,2% tiene una jefa de familia sin un marido presente, y el 30,7% no son familias. El 24,1% de todos los hogares son individuos viviendo solos y el 10,6% son mayores de 65 viviendo solos. El tamaño promedio de un hogar es 2,70 y el de una familia es 3,19.
Dentro del CDP la población se divide por edades con el 24.7% siendo menores de 18, el 10,3% entre 18 y 24, 24,4% entre 25 y 44, 23,9% entre 45 y 64, y un 16,7% que tiene 65 años o más de edad. La edad media es 39 años. Por cada 100 mujeres hay 95,9 hombres. Por cada 100 mujeres mayores de 18, hay 91,9 hombres.
El ingreso medio por hogar dentro del CDP es U$39 mil 139, y el ingreso mediano por una familia es U$48 mil 150. Los hombres tienen unos ingresos medios de 36.049 $ frente a las mujeres con 2.626 $. La renta per cápita es de 18.220 $. El 17,1% de la población y el 11.1% de las familias se encuentran por debajo del umbral de la pobreza. Entre toda la población, el 23.5% de los menores de 18 y el 6.7% de los mayores de 65 se encuentran por debajo de la línea de pobreza.

## Historia
Aunque no hay muchos restos arqueológicos, las zonas junto a Hilo Bay, el río Wailuku y el río Wailoa seguramente fueron habitados antes del contacto con Occidente. Los misioneros llegaron a Hilo a principios del siglo XIX, fundando varias iglesias, como la Haili Church.
Hilo se expandió mientras las plantaciones de caña de azúcar alrededor de la ciudad atrajeron muchos obreros de Asia, y la ciudad llegó a ser un centro comercial.
A principios del siglo XX comenzó la construcción de un rompeolas para Hilo Bay, que se completó en 1929. El 1 de abril de 1946 (78 años), un terremoto con una magnitud de 7,8 en la escala de Richter cerca de las islas Aleutianas causó un tsunami de 14 metros de altura que arrasó Hilo unas horas después, matando a 159 personas. Como respuesta, se estableció el Centro de Alerta de Tsunamis del Pacífico para rastrear estas olas fatales y dar alertas.
El 23 de mayo de 1960 (64 años), otro tsunami, causado por el terremoto de Valdivia, mató a 61 personas, supuestamente por no hacer caso a las sirenas de alerta. Las zonas bajas al lado de la bahía y en la península Waiakea, otrora pobladas, fueron rededicadas como parques y monumentos conmemorativos.
Hilo se expandió tierra adentro empezando en los 60. El centro encontró un nuevo papel en los 80 como el corazón cultural de la ciudad con la apertura de varias galerías de arte. 
Cuando cerraron las plantaciones de caña de azúcar (incluso las de Hamakua) durante los 90, la economía local entró en recesión, al igual que el resto del estado. En años recientes, Hilo ha visto una expansión comercial y humana mientras que el distrito vecino de Puna se convirtió en la zona de mayor crecimiento del estado.

## Gobierno y política
Hilo no es una ciudad incorporada, y carece de gobierno municipal. La isla entera, que tiene una superficie un poco menor que el estado de Connecticut, queda bajo la jurisdicción del Condado de Hawái, del que Hilo es la capital.
Hilo tiene oficinas del condado, el estado, y el gobierno federal (incluyendo un Palacio de Justicia federal).
Hilo y las zonas vecinas son tradicionalmente más leales a los demócratas que la parte occidental de la isla; esto aumenta la tensión entre las dos áreas municipales principales. También ha presentado más oposición a los proyectos de desarrollo que otras grandes comunidades del estado.

## Comercio
Hilo tiene un gran sector turístico, al igual que toda la isla. Como la segunda ciudad del estado, tiene centros comerciales o 'malls', cines, hoteles, restaurantes y un centro repleto de tiendas.

## Ciudades hermanas
- La Serena, Chile[cita requerida]
- Tauranga, Nueva Zelanda[cita requerida]

## Lugares de interés
- Banyan Drive
- Jardines Tropicales de Hilo
- Jardín Botánico Liliʻuokalani
- Museo Lyman
- Jardines Nani Mau
- University of Hawaiʻi at Hilo Botanical Gardens
- ʻImiloa Astronomy Center of Hawaiʻi